# Hradčany-Kobeřice
Hradčany-Kobeřice là một làng thuộc huyện Prostějov, vùng Olomoucký, Cộng hòa Séc.